# Van Zijls goudmol
De Van Zijls goudmol (Cryptochloris zyli)  is een zoogdier uit de familie van de goudmollen (Chrysochloridae). De wetenschappelijke naam van de soort werd voor het eerst geldig gepubliceerd door Shortridge & Carter in 1938.

## Voorkomen
De soort komt voor in westelijk Zuid-Afrika.